# Étienne Richerand
Pour les articles homonymes, voir Richerand.
Étienne Richerand est un homme politique français né le 13 octobre 1862 à Soucieu-en-Jarrest et mort le 14 janvier 1931 à Lyon.
Ouvrier cordonnier, il est conseiller municipal de Lyon en 1904 et adjoint au maire en 1925, conseiller général et député SFIO du Rhône de 1928 à 1931.
Une rue porte son nom dans le 3e arrondissement de Lyon et à Albigny-sur-Saône.

## Source
- « Étienne Richerand », dans le Dictionnaire des parlementaires français (1889-1940), sous la direction de Jean Jolly, PUF, 1960 [détail de l’édition]